# Hyalornis fulvata
Hyalornis fulvata är en fjärilsart som beskrevs av W. Warren 1901. Hyalornis fulvata ingår i släktet Hyalornis och familjen mätare. Inga underarter finns listade i Catalogue of Life.